# Fur (grupa etniczna)

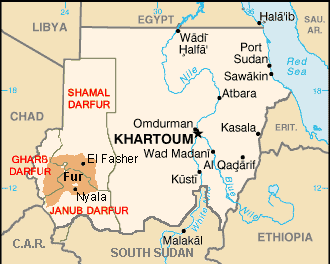
Obszar zamieszkany przez Fur w Sudanie

Fur (For, Furawi) – grupa etniczna w Afryce. Jej przedstawiciele zamieszkują tereny regionu Darfur w zachodnim Sudanie, mniejsze skupiska żyją także na przyległych terenach wschodniego Czadu. W 1995 roku liczebność Fur wynosiła ok. 500 tys. osób.
Między XVI a XIX wiekiem Fur tworzyli Sułtanat Dar Fur pod silnym wpływem ludności arabskiej. Do ich tradycyjnych zajęć zalicza się kopieniacze rolnictwo oraz hodowla bydła i wielbłądów. Rozwinięte rzemiosło (kowalstwo, garncarstwo) i sztuka (rzeźba w kości, plecionkarstwo). 
Fur w większości wyznają islam sunnicki, przejęty po podboju Darfuru przez imperium Kanem-Bornu, nieliczni zachowują tradycyjne wierzenia. Posługują się językiem fur z grupy nilo-saharyjskiej oraz miejscowymi dialektami języka arabskiego.